# Morro do Mirante
Morro do Mirante é um acidente geográfico localizado no bairro carioca de Santa Cruz, sendo seu ponto culminante e apresenta aproximadamente 65 metros de altura. O mesmo é encimado por um observatório e um grande cruzeiro.

## História

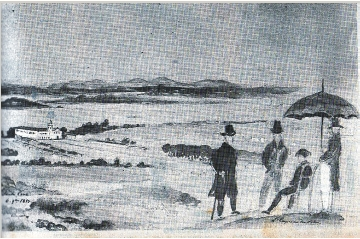
Imperador no mirante, observando a paisagem da Fazenda de Santa Cruz.

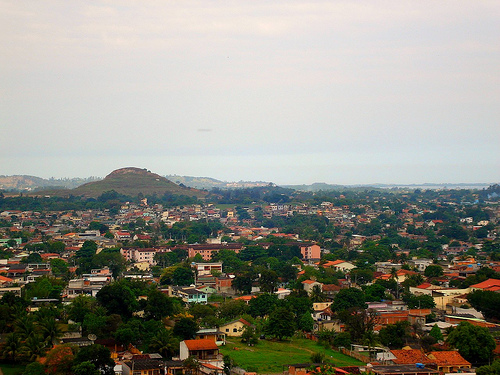
Visão sul do morro do Mirante.

Neste morro foi construído um mirante pelos padres jesuítas que era usado como uma atalaia (espécie de observatório), de onde fiscalizavam o trabalho dos escravos da fazenda, observando todas as terras em sua volta, de 1596 até 1759, quando foram expulsos dos domínios portugueses.
Após a vinda da Família Real Portuguesa para o Brasil em 1808 e a consequente elevação da sede da Fazenda Real de Santa Cruz a Paço Real neste ali foi erigida uma pequena construção, em formato octogonal, para que os observadores ficassem melhor acomodados. Este era constantemente visitado por D. João VI, D. Pedro I e D. Pedro II.
O mirante foi registrado artisticamente na época por viajantes estrangeiros que por aqui passaram. Um deles foi o primeiro Embaixador da Bélgica no Brasil, Sr. Benjamim Mary, que desenhou o Mirante com a presença do jovem Imperador D. Pedro II. Também foi fotografado em 1885, durante as manobras militares realizadas sob o comando do Conde D’Eu.
No século XX, foi construída ali uma grande caixa d'água para suprir toda a região, que hoje já está desativada. Também lá foi construído um posto de acompanhamento meteorológico que funcionou até os anos 90 e hoje encontra-se abandonado.

## Atualidade
Atualmente a comunidade busca tornar o Morro do Mirante um ponto de lazer e de uso comum, além de ponto turístico de mais fácil acesso. Já foram feitos muitos apelos ao governo estadual e à Cedae para a realização desta vontada popular, mas até meados de 2008 nada foi feito neste sentido.